# カンスク
カンスク (ロシア語:Канск) はロシア連邦のクラスノヤルスク地方の都市。
人口は約9万人(2021年)。カンスキー地区の中で唯一の人口密集地域としてカンスキー都市地区を形成し、地域従属都市を形成している。
この都市はモスクワから東に約3500km離れた場所にありクラスノヤルスク地方の東部、森林草原のカンスク・ルイビンスク盆地の中心部、クラスノヤルスクの東247kmにあるカン川（エニセイ川の右支流）の両岸に位置している。クラスノヤルスク、ノリリスク、アチンスクに次ぐ４番目の都市であり、重要な産業及び文化の中心地のひとつである。1636年のエニセイ キルギスの襲撃に対して砦が作られたことを起源とし1822 年以来都市の地位を保っている。

## 歴史
17世紀の1630年代、クラスノヤルスク地方のアタマンであるミロスラフ コルツォフによってエニセイ キルギスの襲撃から征服した領土を守るために要塞が建設された。その後何度か火災に見舞われたが17世紀後半には再び要塞が再建された。18世紀の中頃からはこの地域に永住する人々が現れた。カンスクにシベリア高速道路が通されたことによりクラスノヤルスク地方周辺の集落とイルクーツクとの中継貿易の中心地としてカンスクは発展していった。そしてロシア人が南東部に進出する際の拠点としても機能するようになる。1822年にはカンスクは市の地位を獲得しエニセイ県のカンスク地区の中心地となった。
１９世紀前半までにツァーリがシベリアへの短期間の移住を許可したことにより町はさらに発展していき石鹸工場やラード製造工場、皮なめし工場などが操業を開始した。ロシア内戦の後ソビエト連邦時代に入ると5ヵ年計画によりカンクスの経済規模は４倍に成長し市内には製材所、製粉所、発電所などが建設された。1930年代の終わりまでにカンスクの人口は４万人を超えた。
第二次世界大戦時にカンスクはアチンスクと共に地域付属都市となった。そして戦時中には多くの繊維産業企業がヨーロッパからカンスクに疎開し市内には綿工場と加水分解工場が建設された。戦後はエンジン修理会社、レンガ工場、織物工場、梳毛織物工場、住宅建物などの建物が建設された。ソビエト連邦の崩壊後の1990年代のカンスクは町のあちこちで食料や物が不足し木材加工工場や食品工場では従業員の大量解雇などが行われた。現在のカンスクは不景気な時代を乗り越えつつある。

## 地理
カンスク市全体の面積は約50キロ平方メートルに達する。クラスノヤルスク地方の東部に位置する森林草原のカンスク・ルイビンスク盆地の中心部にカンスクは位置しクラスノヤルスクの東247kmにあるカン川（エニセイ川の右支流）の両岸に市街地が広がっている。クラスノヤルスク地方の中ではクラスノヤルスク、ノリリスク、アチンスクに次ぐ４番目に規模が大きい都市である。

## 交通
カンスクはシベリア鉄道の通過駅(カンスク・エニセイスキー駅)がある。また、カンスク市内ではシャトルバスが運行しており連邦高速道路も市内を通過している。
クラスノヤルスクからは約150km離れている。

## 気候
１月の平均気温は－20.2℃、7月の平均気温は18.9℃と寒暖差の激しい大陸性気候であり最低気温は約－50℃にも達する非常に寒い地域となっている。
- 年間平均気温 - 0.3 °C
- 相対空気湿度 - 70.3%
- 平均風速 - 3.0 m/s

| 月                | 1月   | 2月   | 行進  | 4月   | 5月  | 6月  | 7月  | 8月  | 9月  | 10月 | 11月  | 12月  | 年    |
| ----------------- | ----- | ----- | ----- | ----- | ---- | ---- | ---- | ---- | ---- | ---- | ----- | ----- | ----- |
| 絶対最大値、 ℃    | 5.5   | 10    | 19.2  | 28.6  | 34.2 | 36.1 | 39.2 | 38   | 31.8 | 25   | 15    | 6.2   | 39.2  |
| 平均最高値、℃     | −16   | −13.1 | −3    | 6.9   | 15.5 | 22.3 | 24.9 | 21.6 | 14.6 | 5.5  | −5.5  | −13.8 | 5.1   |
| 平均気温、℃       | −20.2 | −18.4 | −8.8  | 1.5   | 9.4  | 16.1 | 18.9 | 15.5 | 8.6  | 0.5  | −9.4  | −17.7 | 0.3   |
| 平均最小値、°C    | −25.4 | −24.7 | −15.6 | −4.5  | 2.2  | 8.7  | 12.1 | 9    | 2.7  | −4.2 | −14.3 | −23   | −6.4  |
| 絶対最小値、℃     | −49.6 | −47.8 | −46.1 | −29.1 | −8   | −3.5 | 0.1  | −3.4 | −13  | −32  | −39   | −48.9 | −49.6 |
| 降水量、mm        | 22.2  | 11.4  | 26.1  | 20.8  | 30.9 | 47.9 | 64.9 | 57.1 | 39.5 | 31   | 29    | 17.6  | 398   |
| 出典: WeatherBase |       |       |       |       |      |      |      |      |      |      |       |       |       |

## 人口
1990年代前半には11万人にも達した人口だがソ連崩壊の影響もあり1990年代後半に入ると人口は減少していき2021年には約８万7000人にまで減少した。
| 1724年    | 1782年    | 1823年    | 1856年    | 1861年    | 1897年    | 1917年    | 1926年    | 1931年    | 1939年    |
| --------- | --------- | --------- | --------- | --------- | --------- | --------- | --------- | --------- | --------- |
| 250       | ↗ 600     | ↗ 1112    | ↗ 2000    | ↗ 2486    | ↗ 7537    | ↗ 15,032  | ↗ 19,000  | ↗ 24,600  | ↗ 41,584  |
| 1956年    | 1959年    | 1962年    | 1967年    | 1970年    | 1973年    | 1975年    | 1976年    | 1979年    | 1982年    |
| ↗ 61,000  | ↗ 82,662  | ↗ 90,000  | ↗ 91,000  | ↗ 94,680  | ↗ 95,000  | ↗ 98,000  | → 98,000  | ↗ 100,558 | ↗ 101,000 |
| 1985年    | 1986年    | 1987年    | 1989年    | 1990年    | 1991年    | 1992年    | 1993年    | 1994年    | 1995年    |
| ↗ 106,000 | → 106,000 | ↗ 108,000 | ↗ 109,607 | ↗ 110,000 | → 110,000 | → 110,000 | → 110,000 | → 110,000 | → 110,000 |
| 1996年    | 1997年    | 1998年    | 1999年    | 2000年    | 2001年    | 2002年    | 2003年    | 2004年    | 2005年    |
| ↘ 109,000 | ↘ 108,000 | → 108,000 | ↘ 107,500 | ↘ 107,400 | ↗ 108 100 | ↘ 103,000 | → 103,000 | ↘ 102,200 | ↘ 102,000 |
| 2006年    | 2007年    | 2008年    | 2009年    | 2010年    | 2011年    | 2012年    | 2013年    | 2014年    | 2015年    |
| ↘ 101,600 | ↘ 100 300 | ↗ 100 453 | ↘ 97,320  | ↘ 94,226  | ↘ 94,042  | ↘ 93,060  | ↘ 92,575  | ↘ 92 142  | ↘ 91,658  |
| 2016年    | 2017年    | 2018年    | 2019年    | 2020年    | 2021年    |           |           |           |           |
| ↘ 91,018  | ↘ 90 231  | ↘ 89,508  | ↘ 89 111  | ↘ 88,917  | ↘ 86,816  |           |           |           |           |

## 姉妹都市
ポロツク、ベラルーシ